# Anilicus xanthomus
Anilicus xanthomus là một loài bọ cánh cứng trong họ Elateridae. Loài này được W.S. Macleay miêu tả khoa học năm 1826.